# Josef Fux

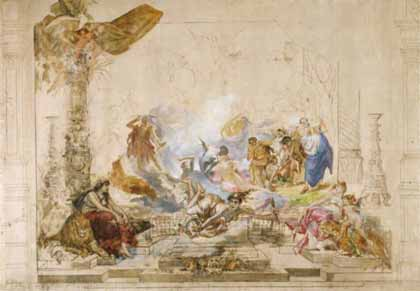
Hauptvorhang, Entwurf, 1888

Josef Fux (* 2. Dezember 1841 in Steinhof; † 30. März 1904 in Wien)  war ein österreichischer Genremaler und Bühnenbildner.

## Leben
Fux studierte 1856 bis 1862 an der Akademie der bildenden Künste bei Christian Ruben, folgte aber bald in Stil und Ausführung der Tradition von Hans Makart und Jan Matejko, etwa im Historiengemälde Kardinal Khlesl. Das Gemälde wurde am 15. Jänner 1872 durch Vermittlung des oberösterreichischen Kunstvereins für die Landesgalerie in Linz zum halben Katalogpreis erworben.  Seine koloristische und dekorative Gabe kam ihm auch bei den Festzugsarrangements zugute, die er bei Hans Makart organisierte. 1879 wurde er Leiter des Ausstattungswesens im Wiener Hofburgtheater, für das er den Hauptvorhang mit Charlotte Wolter als tragischer und Katharina Schratt als heiterer Muse entwarf.

## Belege
1. ↑  Profil beim Oxford Index.
2. ↑  Titel: „Cardinal Melchior Khlesl (geb. 1553 t 1630), Minister des Kaisers Mathias I. und Bischof von Wien, in der Gefangenschaft auf dem S. Georgenberge.“

| Personendaten    | Personendaten                                 |
| ---------------- | --------------------------------------------- |
| NAME             | Fux, Josef                                    |
| KURZBESCHREIBUNG | österreichischer Genremaler und Bühnenbildner |
| GEBURTSDATUM     | 2. Dezember 1841                              |
| GEBURTSORT       | Steinhof (Gemeinde Hernstein)                 |
| STERBEDATUM      | 30. März 1904                                 |
| STERBEORT        | Wien                                          |